# Felice Evacuo
Felice Evacuo (Pompei, 23 agosto 1982) è un ex calciatore italiano, di ruolo attaccante.
Due volte capocannoniere della Coppa Italia (2010-2011 e 2013-2014), detiene il record di reti segnate (175) in Serie C.

## Caratteristiche tecniche
In grado di fare reparto da solo, era un centravanti di peso, efficace nel gioco aereo, che prediligeva difendere la sfera con il fisico in modo da favorire gli inserimenti dei compagni. Pur non eccellendo per doti fisiche e tecniche, si distingueva per uno spiccato senso della posizione, che gli consentiva di finalizzare in rete con continuità le azioni create dai compagni di squadra. Era inoltre un ottimo rigorista; nella sua carriera si è incaricato di battere 46 penalty in partite ufficiali, trasformandone 37 (l'87% dei rigori calciati).

## Carriera

### Club
Muove i suoi primi passi nella scuola calcio Pellegrini, prima di essere tesserato dalla Turris nel 1998, che lo aggrega al proprio settore giovanile. Esordisce in prima squadra il 12 marzo 2000 contro la Cavese, in Serie C2 e segna il suo primo goal l’8 aprile 2001 in Turris - Taranto 1-2. Nel 2001 viene tesserato dalla Lazio. Esordisce in Serie A il 27 gennaio 2002 contro il Torino, subentrando al 77' al posto di Stefano Fiore.
Passa in prestito alla Florentia Viola, con cui vince il campionato di C2 mettendo a segno due reti. Passa poi in prestito alla Viterbese, con cui sfiora l’impresa della B perdendo la finale playoff contro il Crotone.
Dopo aver rescisso il suo contratto con la Lazio, viene ingaggiato dall’Avellino, con cui viene promosso in serie B vincendo la finale playoff contro il Napoli, realizzando 8 reti in campionato.
Dopo aver trascorso un anno in prestito alla Torres, torna a vestire la maglia dei Lupi, trascinando nuovamente la squadra irpina in serie B con 16 reti tra campionato e playoff.
Il 19 luglio 2007 l'Avellino cede il cartellino del giocatore al Frosinone, in Serie B, in cambio di un milione di euro, con cui segna 13 reti in 40 incontri.
Il 19 luglio 2008 viene tesserato dal Benevento, firmando un quadriennale. Complice un grave infortunio rimediato in Coppa Italia contro la Lazio - si frattura tibia e perone in uno scontro di gioco con il portiere Carrizo - che lo tiene quattro mesi lontano dal terreno di gioco, termina l'annata segnando 5 reti in 16 incontri.
L'8 agosto 2010 mette a segno una cinquina contro l'Este in Coppa Italia, laureandosi, a pari merito con Samuel Eto'o, capocannoniere del torneo.
Rescisso il contratto con i sanniti, il 14 luglio 2011 passa a parametro zero allo Spezia. Il 6 maggio 2012, grazie alla vittoria per 3-0 sul Latina, vince - all'ultima giornata di campionato - il proprio girone, ottenendo la promozione in Serie B. A questa vittoria seguiranno quelle della Coppa Italia Lega Pro e della Supercoppa di Lega di Prima Divisione.
Il 10 settembre 2012 viene ingaggiato dalla Nocerina, in Lega Pro Prima Divisione. Mette a segno 16 reti, laureandosi capocannoniere del campionato. Il 1º luglio 2013 torna al Benevento, firmando un contratto annuale. Il 9 luglio 2014 viene tesserato dal Novara, in Lega Pro. Mette a segno 14 reti, contribuendo alla vittoria del campionato. A questo successo segue quello della Supercoppa di Lega Pro.
Il 6 luglio 2016 firma un biennale da 250.000 euro a stagione con il Parma, in Lega Pro. Riserva di Calaiò nel 4-3-3 operato da Roberto D'Aversa, il 30 gennaio 2017 passa in prestito all'Alessandria. Il 31 agosto 2017 passa al Trapani, in Serie C. Il 10 marzo 2019 diventa - con la rete segnata dal dischetto contro la Casertana - con 164 reti, il miglior marcatore all-time della Serie C, superando il precedente primato di Gianni Califano. 
Al record di goal seguirà poi la promozione in serie B con la squadra siciliana, dopo la vittoria nella finale playoff contro il Piacenza.
Rescisso il contratto con il Trapani, il 5 ottobre 2020 si accorda a parametro zero con il Catanzaro, in Serie C. Il 21 marzo 2021, con la rete segnata dal dischetto - trasformato con il cucchiaio - contro il Bari, raggiunge quota 200 reti tra i professionisti.
L'8 settembre 2021 raggiunge l'accordo con la Juve Stabia, con cui firma sino al 30 giugno 2022. A fine stagione appende gli scarpini al chiodo.

### Nazionale
Nel 2002 ha giocato 2 partite con la nazionale italiana Under-20.

## Statistiche

### Presenze e reti nei club
| Stagione         | Squadra          | Campionato       | Campionato | Campionato | Coppe nazionali | Coppe nazionali | Coppe nazionali | Coppe continentali | Coppe continentali | Coppe continentali | Altre coppe | Altre coppe | Altre coppe | Totale | Totale |
| Stagione         | Squadra          | Comp             | Pres       | Reti       | Comp            | Pres            | Reti            | Comp               | Pres               | Reti               | Comp        | Pres        | Reti        | Pres   | Reti   |
| ---------------- | ---------------- | ---------------- | ---------- | ---------- | --------------- | --------------- | --------------- | ------------------ | ------------------ | ------------------ | ----------- | ----------- | ----------- | ------ | ------ |
| 1999-2000        | Turris           | C2               | 1          | 0          | CI-C            | 0               | 0               | -                  | -                  | -                  | -           | -           | -           | 1      | 0      |
| 2000-2001        | Turris           | C2               | 10+1       | 1          | CI-C            | 0               | 0               | -                  | -                  | -                  | -           | -           | -           | 11     | 1      |
| Totale Turris    | Totale Turris    | Totale Turris    | 11+1       | 1          |                 | 0               | 0               |                    | -                  | -                  |             | -           | -           | 12     | 1      |
| 2001-2002        | Lazio            | A                | 2          | 0          | CI              | 0               | 0               | UCL                | 0                  | 0                  | -           | -           | -           | 2      | 0      |
| 2002-2003        | Florentia Viola  | C2               | 20         | 2          | CI-C            | 0               | 0               | -                  | -                  | -                  | -           | -           | -           | 20     | 2      |
| 2003-2004        | Viterbese        | C1               | 21+2       | 5          | CI-C            | 0               | 0               | -                  | -                  | -                  | -           | -           | -           | 23     | 5      |
| 2004-2005        | Avellino         | C1               | 33+3       | 8          | CI+CI-C         | 0+3             | 2               | -                  | -                  | -                  | -           | -           | -           | 39     | 10     |
| ago. 2005        | Avellino         | B                | 1          | 0          | CI              | 1               | 0               | -                  | -                  | -                  | -           | -           | -           | 2      | 0      |
| ago. 2005-2006   | Torres           | C1               | 33+2       | 16         | CI-C            | 0               | 0               | -                  | -                  | -                  | -           | -           | -           | 35     | 16     |
| 2006-2007        | Avellino         | C1               | 31+3       | 15+1       | CI+CI-C         | 1+1             | 1+0             | -                  | -                  | -                  | -           | -           | -           | 36     | 17     |
| Totale Avellino  | Totale Avellino  | Totale Avellino  | 65+6       | 23+1       |                 | 6               | 3               |                    | -                  | -                  |             | -           | -           | 77     | 27     |
| 2007-2008        | Frosinone        | B                | 40         | 13         | CI              | 1               | 0               | -                  | -                  | -                  | -           | -           | -           | 41     | 13     |
| 2008-2009        | Benevento        | 1D               | 16+1       | 5          | CI+CI-LP        | 3+0             | 3               | -                  | -                  | -                  | -           | -           | -           | 20     | 8      |
| 2009-2010        | Benevento        | 1D               | 23+2       | 15+1       | CI+CI-LP        | 2+2             | 1+3             | -                  | -                  | -                  | -           | -           | -           | 29     | 20     |
| 2010-2011        | Benevento        | 1D               | 28+2       | 12+1       | CI+CI-LP        | 2+0             | 5               | -                  | -                  | -                  | -           | -           | -           | 32     | 18     |
| 2011-2012        | Spezia           | 1D               | 29         | 15         | CI+CI-LP        | 2+3             | 1+2             | -                  | -                  | -                  | SL-1D       | 2           | 1           | 36     | 19     |
| ago. 2012        | Spezia           | B                | 0          | 0          | CI              | 1               | 2               |                    | -                  | -                  |             | -           | -           | 1      | 2      |
| Totale Spezia    | Totale Spezia    | Totale Spezia    | 29         | 15         |                 | 6               | 5               |                    | -                  | -                  |             | 2           | 1           | 37     | 21     |
| ago. 2012-2013   | Nocerina         | 1D               | 28+2       | 16         | CI+CI-LP        | 0+1             | 1               | -                  | -                  | -                  | -           | -           | -           | 31     | 17     |
| 2013-2014        | Benevento        | 1D               | 29+3       | 16         | CI+CI-LP        | 3+0             | 3               | -                  | -                  | -                  | -           | -           | -           | 35     | 19     |
| Totale Benevento | Totale Benevento | Totale Benevento | 96+8       | 48+2       |                 | 12              | 15              |                    | -                  | -                  |             | -           | -           | 116    | 65     |
| 2014-2015        | Novara           | LP               | 35         | 14         | CI+CI-LP        | 1+0             | 0               | -                  | -                  | -                  | S-LP        | 2           | 2           | 38     | 16     |
| 2015-2016        | Novara           | B                | 36+3       | 13         | CI              | 2               | 2               | -                  | -                  | -                  | -           | -           | -           | 41     | 15     |
| Totale Novara    | Totale Novara    | Totale Novara    | 71+3       | 27         |                 | 3               | 2               |                    | -                  | -                  |             | 2           | 2           | 79     | 31     |
| 2016-gen. 2017   | Parma            | LP               | 19         | 5          | CI-LP           | 2               | 1               | -                  | -                  | -                  | -           | -           | -           | 21     | 6      |
| gen.-giu. 2017   | Alessandria      | LP               | 13+4       | 2          | CI+CI-LP        | -               | -               | -                  | -                  | -                  | -           | -           | -           | 17     | 2      |
| 2017-2018        | Trapani          | C                | 32+1       | 10         | CI+CI-C         | 0+2             | 0               | -                  | -                  | -                  | -           | -           | -           | 35     | 10     |
| 2018-2019        | Trapani          | C                | 35+3       | 10         | CI+CI-C         | 2+2             | 2+1             | -                  | -                  | -                  | -           | -           | -           | 42     | 12     |
| 2019-2020        | Trapani          | B                | 19         | 2          | CI              | 2               | 2               | -                  | -                  | -                  | -           | -           | -           | 22     | 4      |
| Totale Trapani   | Totale Trapani   | Totale Trapani   | 86+4       | 22         |                 | 8               | 5               |                    | -                  | -                  |             | -           | -           | 98     | 25     |
| 2020-2021        | Catanzaro        | C                | 34+2       | 5          | CI              | 1               | 0               | -                  | -                  | -                  | -           | -           | -           | 37     | 5      |
| 2021-2022        | Juve Stabia      | C                | 26         | 3          | CI              | 0               | 0               | -                  | -                  | -                  | -           | -           | -           | 26     | 3      |
| Totale carriera  | Totale carriera  | Totale carriera  | 628        | 206        |                 | 40              | 32              |                    | 0                  | 0                  |             | 4           | 3           | 672    | 241    |

### Record
- Calciatore ad aver segnato più reti (175) in Serie C.[13][14]

## Palmarès

### Club
- Campionato italiano Serie C2: 1

Florentia Viola: 2002-2003 (Girone B)
- Lega Pro Prima Divisione: 1

Spezia: 2011-2012 (Girone B)
- Coppa Italia Lega Pro: 1

Spezia: 2011-2012
- Supercoppa di Lega di Prima Divisione: 1

Spezia: 2012
- Lega Pro: 1

Novara: 2014-2015 (Girone A)
- Supercoppa di Lega Pro: 1

Novara: 2015

### Individuale
- Capocannoniere della Coppa Italia: 2

2010-2011 (5 gol, a pari merito con Samuel Eto'o), 2013-2014 (3 gol, a pari merito con José María Callejón, Giuseppe De Luca, Osarimen Ebagua, Gervinho, Lorenzo Insigne e Marco Sansovini)
- Capocannoniere della Lega Pro Prima Divisione: 1

2012-2013 (Girone B, 16 gol)